# Athanasia Tsumeleka
Athanasia Tsumeleka, řecky Αθανασία Τσουμελέκα (* 2. ledna 1982 Preveza) je řecká atletka, specializující se na chůzi na 20 km, olympijská vítězka z roku 2004.

## Sportovní kariéra
Účastnila se závodu na 20 km chůze na olympiádách v Athénách v roce 2004, kde zvítězila, a v Pekingu o čtyři roky později. V tomto olympijském závodě došla do cíle devátá, kvůli pozitivnímu testu na doping však byla diskvalifikována. Její osobní rekord v chůzi na 20 km je 1:29:12.